# Duplicaria koreana
Duplicaria koreana is een slakkensoort uit de familie van de Terebridae. De wetenschappelijke naam van de soort is voor het eerst geldig gepubliceerd in 1976 door Yoo.